# Дикастерия по канонизации святых
Дикастерия по канонизации святых (лат. Dicasterium de Causis Sanctorum), ранее известная как Конгрегация по канонизации святых (лат. Congregatio de Causis Sanctorum) — одна из 16 дикастерий Римской курии, которая руководит процессами беатификации и канонизации, а также присвоения титула Учитель Церкви.
Возглавляет дикастерию префект кардинал Марчелло Семераро, секретарь — архиепископ Фабио Фабене.

## Название Конгрегации
- Священная конгрегация обрядов (1588—1969);
- Священная Конгрегация по канонизации Святых (1969—1984);
- Конгрегация по канонизации Святых (1984—2022);
- Дикастерия по канонизации Святых (2022—).

## История
Образована папой римским Павлом VI апостольской конституцией Sacra Rituum Congregatio 8 мая 1969 года. До этого времени (с 1588 года) вопросами канонизации занималась Конгрегация Обрядов. С целью углубления исторических исследований почитания святых в 1902 году папа римский Лев XIII создал Литургическо-историческую комиссию, которая в 1914 года была упразднена папой Пием X. В 1930 года папа Пий XI, продолжая дело Льва XIII, учредил в составе Конгрегации Обрядов Историческую комиссию. После разделения Конгрегации Обрядов папой Павлом VI в 1969 году на Конгрегацию Богослужения и Конгрегацию по канонизации Святых папа римский Иоанн Павел II апостольской конституцией Divinus perfectionis Magister от 25 января 1983 года внес определенные изменения в устав Конгрегации по Канонизации Святых.
19 марта 2022 года Папа римский Франциск провозгласил апостольскую конституцию «Praedicate Evangelium» (с лат. — «Провозглашать Евангелие»), которая кардинальным образом реформирует Римскую курию и заменила апостольскую конституцию «Pastor Bonus» 1988 года, изданную Иоанном Павлом II. Вступила в силу 5 июня 2022 года. Были упразднены конгрегации, папские советы и созданы дикастерии.

## Функции
Дикастерия по Канонизации Святых готовит беатификационные и канонизационные материалы в 3 этапа:
1. оказание помощи епархиальному епископу и предоставления разрешения на начало беатификационного (канонизационного) процесса;
2. изучение представленного материала о добродетелях или мученичестве кандидата, о продолжительности его почитания;
3. организация дискуссий и голосование.

Ходатайство Дикастерии о беатификации или канонизации направляется папе римскому, который принимает окончательное решение.

## Префекты и Секретари Конгрегации и Дикастерии во второй половине XX веке

### Префекты Конгрегации и Дикастерии с 1950 года
- Клементе Микара (11 ноября 1950 — 17 января 1953);
- Гаэтано Чиконьяни (7 декабря 1953 — 18 ноября 1954);
- Аркадио Мария Ларраона Саралеги (12 февраля 1962 — 9 января 1968);
- Бенно Вальтер Гут (29 июня 1967 — 7 мая 1969);
- Паоло Бертоли (1969—1973);
- Луиджи Раймонди (1973—1975);
- Коррадо Бафиле (1976—1980);
- Пьетро Палаццини (1980—1988);
- Анджело Феличи (1988—1995);
- Альберто Бовоне (про-префект: 1995—1998, 1998 — префект);
- Жозе Сарайва Мартинш (1998—2008);
- Анджело Амато (2008—2018);
- Джованни Анджело Беччу (2018—2020);
- Марчелло Семераро (2020 — по настоящее время).

### Секретари Конгрегации и Дикастерии по Канонизации Святых с1969 года
- Фердинандо Джузеппе Антонелли (7 мая 1969 — 5 марта 1973);
- Джузеппе Казория (2 февраля 1973 — 24 августа 1981);
- Траян Крисан (7 декабря 1981 — 24 февраля 1990);
- Эдвард Новак (24 февраля 1990 — 5 мая 2007);
- Микеле Ди Руберто (5 мая 2007 — 29 декабря 2010);
- Марчелло Бартолуччи (29 декабря 2010 — 29 декабря 2020);
- Фабио Фабене (18 января 2021 — по настоящее время).